# Криптосистема Нидеррайтера
Криптосистема Нидеррайтера — криптосистема с открытыми ключами, основанная на теории алгебраического кодирования, разработанная в 1986 году Харальдом Нидеррайтером. В отличие от криптосистемы McEliece, в криптосистеме Нидеррайтера используется проверочная матрица кода. Криптосистема Нидеррайтера позволяет создавать цифровые подписи и является кандидатом для постквантовой криптографии, поскольку устойчива к атаке с использованием алгоритма Шора.
Используемый в криптосистеме Нидеррайтера алгоритм основан на сложности декодирования полных линейных кодов.
Несмотря на то, что данная криптосистема была взломана, некоторые её модификации остаются криптостойкими

## Алгоритм работы

### Генерация ключа
1. Алиса выбирает {\displaystyle (n,k)} код {\displaystyle C} над полем Галуа {\displaystyle GF(q)}, исправляющий {\displaystyle t} ошибок. Этот код должен обладать эффективным алгоритмом декодирования[3].
2. Алиса генерирует {\displaystyle (n-k)\times n} проверочную матрицу {\displaystyle H} кода {\displaystyle C}.
3. Алиса выбирает случайную {\displaystyle (n-k)\times (n-k)} невырожденную матрицу {\displaystyle S} над полем {\displaystyle GF(q)} и некоторую {\displaystyle n\times n} матрицу перестановки {\displaystyle P}[3].
4. Алиса вычисляет {\displaystyle (n-k)\times n} матрицу {\displaystyle H_{pub}=SHP}
5. Открытым ключом Алисы является пара {\displaystyle (H_{pub},t)}. Закрытым ключом является набор {\displaystyle (S^{-1},H,P^{-1})}.

### Шифрование сообщения
В данном случае сообщения — это все {\displaystyle n-}векторы с координатами из поля {\displaystyle GF(q)} с весом, не превосходящим {\displaystyle t}. Таким образом, сообщениями являются все возможные ошибки, которые выбранный код в состоянии исправить.

Предположим, что Боб хочет отправить сообщение Алисе, чей открытый ключ {\displaystyle (H_{pub},t)}.
1. Боб представляет своё сообщение в виде двоичной последовательности {\displaystyle m} длины {\displaystyle n}, имеющей вес, не превосходящий {\displaystyle t}.
2. Боб вычисляет шифротекст по формуле: {\displaystyle c=mH_{pub}^{T}}. Таким образом, шифротекстом в криптосистеме Нидеррайтера является зашумленный синдром шифруемого вектора ошибки[2].

### Расшифровывание сообщения
После получения сообщения {\displaystyle c}, Алиса выполняет следующие действия:
1. Алиса вычисляет {\displaystyle s=c{(S^{T})}^{-1}=mP^{T}H^{T}S^{T}(S^{T})^{-1}=(mP^{T})H^{T}={\hat {m}}H^{T}}. Заметим, что, так как {\displaystyle P} — матрица перестановки, вес {\displaystyle {\hat {m}}=(mP^{T})} совпадает с весом {\displaystyle m} и не превосходит {\displaystyle t}, и потому алгоритм декодирования для {\displaystyle C} может найти вектор ошибки, соответствующий синдрому {\displaystyle s}[3].
2. Алиса использует алгоритм быстрого декодирования для кода {\displaystyle C}, чтобы найти {\displaystyle {\hat {m}}}[3].
3. Алиса вычисляет сообщение {\displaystyle {\hat {m}}P^{-1}=mPP^{-1}=m}.

## Оригинальная криптосистема и её модификации
В оригинальной криптосистеме Нидеррайтер предлагал использовать коды Рида-Соломона и не использовал матрицу перестановки {\displaystyle P}. Однако такая система оказалась нестойкой и была взломана Сидельниковым и Шестаковым в 1992 году. Авторы показали, что возможно угадать структуру закрытого ключа по открытому и подобрать такие матрицы {\displaystyle {\hat {H}}} и {\displaystyle {\hat {S}}}, что {\displaystyle H_{pub}={\hat {S}}{\hat {H}}}.
После этого для повышения криптостойкости системы было предложено использовать матрицу перестановки {\displaystyle P}. Кроме того, появились различные модификации системы, например:
- использующие различные метрики, отличные от классической хэмминговой, например, ранговую[5]: примером этого является модифицированная система GPT[3]
- использующие коды со специфическими свойствами. Так, модификации, основанные на кодах Гоппы, все ещё остаются криптостойкими[2].

## Преимущества и недостатки системы

### Преимущества
- В отличие от McEliece, в криптосистеме Нидеррайтера не используются случайные параметры. Таким образом, результат шифрования одного и того же текста будет одинаковым. Этот факт позволяет использовать именно систему Нидеррайтера, а не McEliece, для создания электронно-цифровой подписи.
- Размер открытого ключа в криптосистеме Нидеррайтера в {\displaystyle {\frac {n}{n-k}}} раз меньше, чем в McEliece[6].
- По сравнению с RSA, скорость шифрования выше приблизительно в 50 раз, а дешифрования — в 100 раз[6].

### Недостатки
- Для шифрования произвольного сообщения необходим алгоритм перевода в {\displaystyle q}-арный вектор длиной {\displaystyle n} веса не более {\displaystyle t}.
- Размер ключей больше, чем в классических криптосистемах с открытым ключом (RSA, Схема Эль-Гамаля, ГОСТ Р 34.10-2012).
- Размер шифротекста намного больше, чем размер шифруемого сообщения (если сообщение размера {\displaystyle t} переводится в вектор длиной {\displaystyle n} и шифруется, то получается шифротекст размером {\displaystyle n-k}, что не менее, чем в 2 раза превосходит {\displaystyle t}).

Ниже в таблице приведены различные параметры для криптосистем McEliece, Нидеррайтера и RSA, наглядно показывающие их преимущества и недостатки.
|                                             | McEliece n=1024, k=524, t=101 бинарный код | Криптосистема Нидеррайтера n=1024, k=524, t=101 бинарный код | RSA 1024-битные модули e=17 |
| ------------------------------------------- | ------------------------------------------ | ------------------------------------------------------------ | --------------------------- |
| Размер открытого ключа в байтах             | 67072                                      | 32750                                                        | 256                         |
| Количество бит полезной информации          | 512                                        | 276                                                          | 1024                        |
| Число бинарных операций для шифрования      | 514                                        | 50                                                           | 2402                        |
| Число бинарных операций для расшифровывания | 5140                                       | 7863                                                         | 738112                      |

## Эквивалентность криптостойкости системы Нидеррайтера и системы McEliece
Как показано в оригинальной статье о системе Сидельникова, атака на систему Нидеррайтера может быть полиномиально сведена к атаке на систему McEliece и обратно.
Пусть известен синдром {\displaystyle c=eD}. Тогда можно вычислить вектор {\displaystyle b=aE+e} с некоторым {\displaystyle a} таким, что {\displaystyle c=bD}. Вектор {\displaystyle b} будет рассматриваться как шифротекст в системе McEliece. Если найдена криптографическая атака со сложностью {\displaystyle T} для системы McEliece, то есть известен алгоритм вычисления вектора {\displaystyle a}, который является секретной информацией в этой системе, то вектор {\displaystyle e}, являющийся секретом для системы Нидеррайтера, можно представить в виде {\displaystyle e=aE+b}. Таким образом, сложность определения {\displaystyle e} совпадает со сложностью определения {\displaystyle a}.
Если же известна криптоатака со сложностью {\displaystyle T} для системы Нидеррайтера, то возможно, используя в качестве шифротекста вектор {\displaystyle (aE+e)D^{T}=eD^{T}}, вычислить векторы {\displaystyle e} и {\displaystyle a}.

## Построение цифровой подписи
В 2001 году Николя Куртуа, Мэттью Финиаз и Николя Сандриер показали, что криптосистема Нидеррайтера может быть использована для создания электронной подписи.

### Подпись сообщения
Пусть {\displaystyle H_{pub}} — открытый ключ криптосистемы Нидеррайтера, использующей {\displaystyle (n,k,d)}-линейный код.
Для подписи документа {\displaystyle D} необходимо:
1. Выбрать хеш-функцию {\displaystyle h()}, дающей {\displaystyle n-k} символов на выходе. Таким образом, результат данной хеш-функции можно представить в виде синдрома и попытаться декодировать;
2. Вычислить хеш {\displaystyle s=h(D)};
3. Для каждого {\displaystyle i=0,1,2,...} вычислить {\displaystyle s_{i}=h(s|i)};
4. Найти наименьший номер {\displaystyle i_{min}} такой, что синдром {\displaystyle s_{i_{min}}} будет возможно декодировать. Пусть {\displaystyle z} — результат декодирования синдрома {\displaystyle s_{i_{min}}};
5. Подписью документа {\displaystyle D} является пара {\displaystyle (z,i_{min})}.

### Проверка подписи
1. Вычислить {\displaystyle s_{1}=zH_{pub}^{T}};
2. Вычислить {\displaystyle s_{2}=h(h(D)|i_{min})};
3. Сравнить {\displaystyle s_{1}} и {\displaystyle s_{2}}: если они совпадают — подпись верна.

## Пример работы системы
Пусть для кодирования был выбран {\displaystyle (7,3)} код Рида-Соломона над полем Галуа {\displaystyle GF(2^{3})}, построенным по модулю неприводимого многочлена {\displaystyle x^{3}+x+1}, с порождающим многочленом {\displaystyle g(x)=(x-1)(x-{\alpha })(x-{\alpha }^{2})(x-{\alpha }^{3})=(x-1)(x-2)(x-4)(x-3)=x^{4}+4x^{3}+7x^{2}+7x+5.}
Тогда, порождающая матрица кода:
{\displaystyle G={\begin{pmatrix}1&4&7&7&5&0&0\\0&1&4&7&7&5&0\\0&0&1&4&7&7&5\end{pmatrix}}}
Проверочная матрица кода:
{\displaystyle H={\begin{pmatrix}1&1&1&1&1&1&1\\1&2&4&3&6&7&5\\1&4&6&5&2&3&7\\1&3&5&4&7&2&6\end{pmatrix}}}
Заметим, что расстояние данного кода {\displaystyle d=n-k+1=5}, то есть число исправляемых ошибок {\displaystyle t=(d-1)/2=2}.

### Генерация ключей
Пусть выбрана матрица
{\displaystyle S={\begin{pmatrix}4&1&3&5\\7&1&5&2\\2&6&5&4\\1&7&2&1\end{pmatrix}}}
. Тогда обратная к ней матрица
{\displaystyle S^{-1}={\begin{pmatrix}1&5&2&7\\7&5&0&7\\4&4&1&5\\1&0&0&4\end{pmatrix}}}
Пусть выбрана матрица перестановки
{\displaystyle P={\begin{pmatrix}0&1&0&0&0&0&0\\0&0&0&1&0&0&0\\0&0&0&0&1&0&0\\1&0&0&0&0&0&0\\0&0&0&0&0&0&1\\0&0&1&0&0&0&0\\0&0&0&0&0&1&0\\\end{pmatrix}}}
В этом случае открытым ключом системы будет матрица:
{\displaystyle H_{pub}=SHP={\begin{pmatrix}1&3&7&5&6&0&2\\0&1&0&1&1&3&5\\2&5&1&0&6&2&0\\6&5&6&4&2&4&6\end{pmatrix}}}

### Шифрование
Пусть выбранное сообщение было представлено в виде вектора
{\displaystyle m={\begin{pmatrix}0&2&0&0&0&5&0\end{pmatrix}}}
веса 2.
Зашифрованное сообщение:
{\displaystyle M=mH_{pub}^{T}={\begin{pmatrix}7&2&7&7\end{pmatrix}}}

### Расшифровывание
Принятый вектор
{\displaystyle M={\begin{pmatrix}7&2&7&7\end{pmatrix}}}
Для него вычислим декодируемый синдром
{\displaystyle s=M(S^{-1})^{T}={\begin{pmatrix}0&1&3&6\end{pmatrix}}}
Используя алгоритм декодирования кода Рида-Соломона, декодируем {\displaystyle s}.
Получится вектор
{\displaystyle {\hat {m}}={\begin{pmatrix}2&0&0&0&0&0&5\end{pmatrix}}}
После чего вычислим исходный вектор
{\displaystyle m=~{\hat {m}}P^{-1}={\begin{pmatrix}0&2&0&0&0&5&0\end{pmatrix}}}